# Herb Scherer
Herbert Frederick "Herb" Scherer (21 de dezembro de 1929 — 28 de junho de 2012) foi um jogador norte-americano de basquete profissional que disputou duas temporadas na National Basketball Association (NBA). Disputou quatro temporadas pelos Blackbirds da Universidade da Ilha Comprida de 1946 a 1950. Foi escolhido pelo New York Knicks na segunda rodada no draft de 1950, mas acabou assinando contrato com o Tri-Cities Blackhawks, com o qual disputou uma temporada, com média de 3,4 pontos e 2,5 rebotes por jogo.
Após uma breve passagem pela ABL, um ano depois, finalmente, Scherer assina com o New York Knicks, mas só disputou doze partidas, marcando, em média, 3,9 pontos e 2,2 rebotes. Retornaria mais tarde para disputar mais duas temporadas na ABL antes de se aposentar definitivamente.